# Center Sandwich
Center Sandwich ist ein Census-designated place in der Town of Sandwich im Carroll County im US-Bundesstaat New Hampshire. Die Volkszählung von 2020 erfasste 156 Einwohner. Der CDP wurde im Jahr 2010 erstmals vom Census definiert.

## Lage
Der Ort liegt bei den Koordinaten 43° 48' 30.07" Nord und 71° 26' 21.80" West auf einer Höhe von 205 Metern über dem Meeresspiegel nordöstlich des Squam Lakes. Das 1,5 km² große Gebiet besteht nur aus Landfläche. Im Ort zweigt die New Hampshire Route NH-109 von der NH-113 ab.

## Personen
- William Chase Greene (1890–1978), Altphilologe, hier verstorben